# Temple protestant de Saint-Étienne
Le temple protestant de Saint-Étienne est un édifice religieux situé 21, rue Élisée-Reclus à Saint-Étienne. La paroisse est membre de l'Église protestante unie de France.

## Histoire
En 1827, les protestants de Saint-Étienne obtiennent de la ville un local rue de la République, puis dans la Condition des Soies. En 1855, le temple devient une église consistoriale dans le cadre du Régime concordataire français. Un nouvel édifice est construit avec le soutien des maîtres de forges protestants Jackson, Holtzer et Dorian. Il est inauguré en 1860.

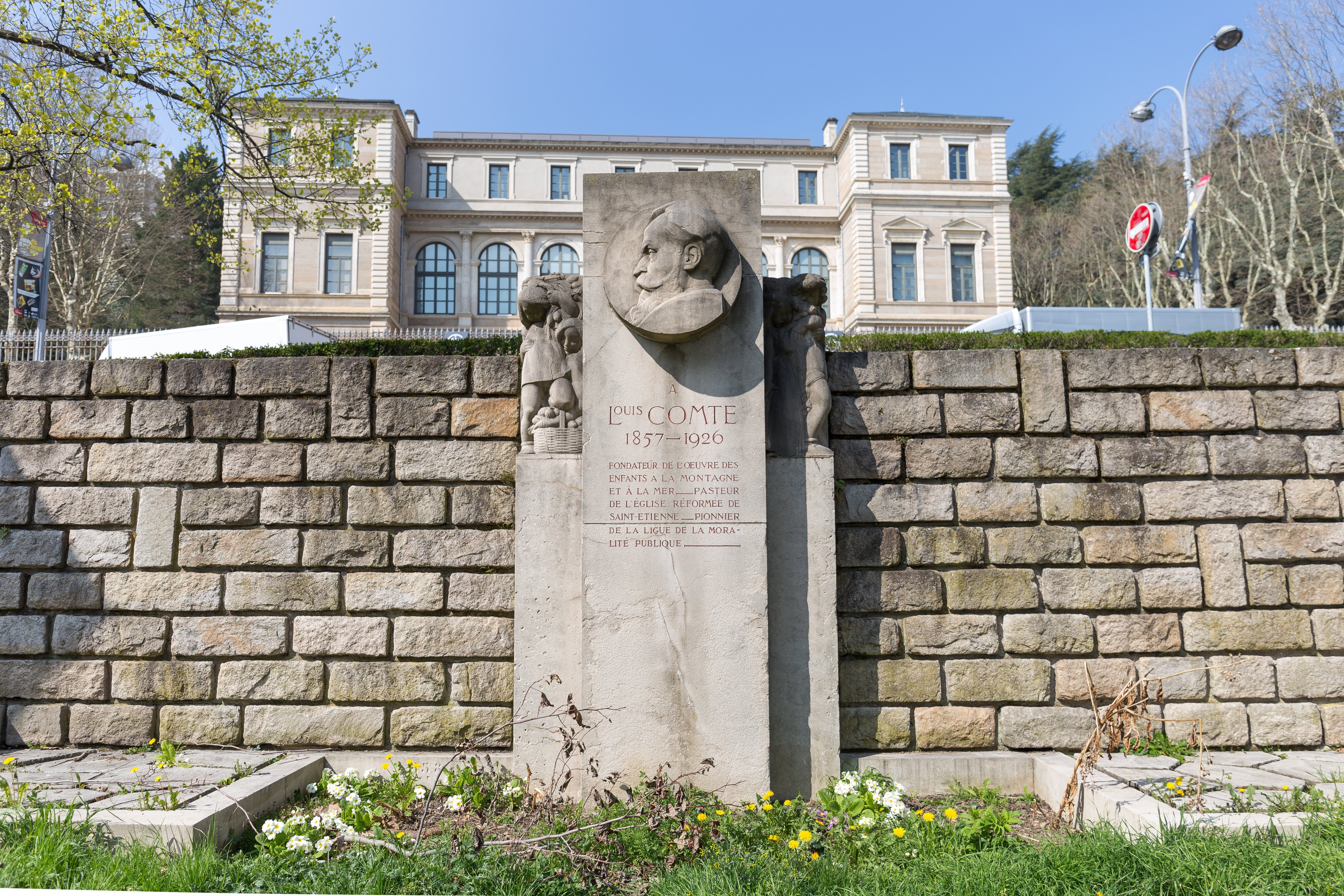
Monument à Louis Comte, œuvre d'Alfred Rochette, inauguré en 1931 place Louis Comte, à Saint-Étienne. L'inscription indique : "Fondateur de l'œuvre des enfants à la montagne et à la mer — Pasteur de l'église réformée de Saint-Étienne — Pionnier de la ligue de la moralité publique."

En 1884, le pasteur Louis Comte est installé dans la paroisse. Engagé dans le Christianisme social, il fonde une section locale de la Ligue pour le relèvement de la moralité publique, et devient secrétaire général de cette ligue en 1893. Il fonde des bibliothèques populaires, le sou des écoles, une boulangerie coopérative à Rive-de-Gier, la section stéphanoise de la Ligue des droits de l'homme. Partisan du progrès social et proche de la classe ouvrière, il donne de nombreuses conférences dans toute la France contre l'alcoolisme et la prostitution. Lors de l'affaire Dreyfus, il prend parti publiquement pour Alfred Dreyfus et préside une réunion en sa faveur le 26 février 1899. Sa prise de position est controversée ; le gouvernement suspend son traitement (dans le cadre), puis annule cette mesure en octobre 1899. Le pasteur Comte fonde en 1892 son œuvre la plus célèbre : L'Œuvre des enfants à la montagne, qui envoie chaque été de jeunes enfants du bassin stéphanois dans sur le plateau Vivarais-Lignon.
Le temple est classé monument historique le 4 octobre 2010,.

## Architecture
Son architecture est sobre, de plan carré. Le tympan du porche s'orne d'une Bible ouverte, symbole traditionnel des temples réformés. En 1830 le campanile est remplacé par une croix.
À l'intérieur est construite une chaire monumentale en bois installée en 1868. En 1967, les verrières en grisaille sont remplacées par des vitraux sur le thème de la flamme, du vin, et du figuier.